# Озера Бутану

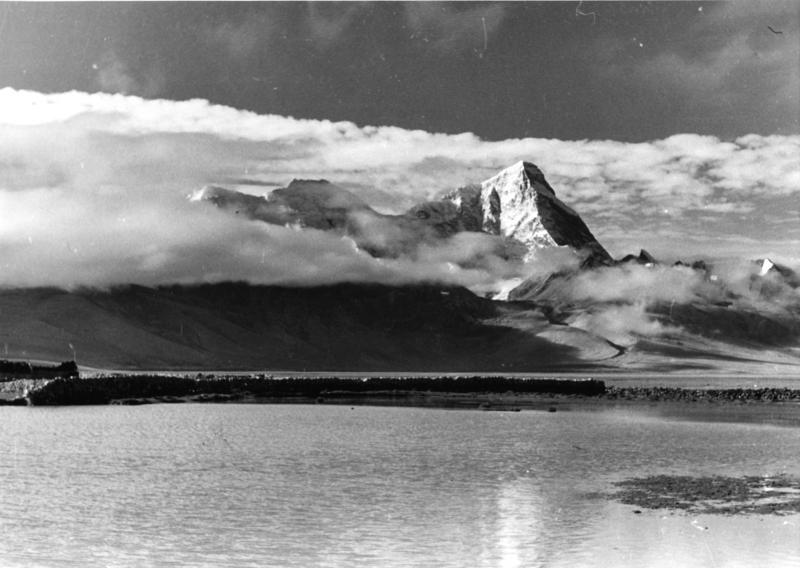

Озера Бутану — перелік гірських озера і льодовикових озер. Перших нараховується більше 59, льодовикових — близько 2674 , з яких 25 становить ризик розвитку раптової повені. Більшість з озер розташовано на висоті 3000 м й вище.

## Характеристика
На мові дзонг-ке озера звучить як «цо». Тому до назви духа або святого додається слово «цо». Нельодовикові озера охоплюють площу близько 16,4 км². Більшість з них розташовані вище на висоті 3500 м й переважно не мають постійних поселень поблизу, хоча багато хто використовується для випасу яків і може мати розкидані тимчасові поселення. Лише чотири озера розташовані на висоті нижче 2000 м: Хокоцо в Пунакхі на висоті 1829 м; Лучікацо в Вангді-Пхондранг на висоті 1830 м; Буліцо в Жемгангі — на висоті 1,372 м і Гуландіцо в Самдруп-Джонгхар — на висоті 366 м. Більшість озер розташовано в гевогах Сое і Тсенто.
Усі озера в Бутані вважаються населеними духами. Деякі озера в Бутані особливо священні, найчастіше пов'язані з життями святих буддистів. Наприклад, Мембарцо («Гаряче озеро») в долині Танг в Бумтангу, пов'язано з Падмасамбхавою, який приніс буддизм до країни і відкрив свою першу парову лазню біля озера в 1475 році. Навколо озера — кілька печер для ритуалів, малих ступ і безліч молитовних прапорів, що позначають святе місце.
Великі льодовикові озера розташовано переважно в гевогах Луннана і Лая дзонгхагу Гаса. Більшість льодовикових озер, визначених як потенційно небезпечні, знаходяться в річкових системах річки Манас та Пуна-Цанг (Санкош) північно-центрального Бутану. Затоплення від цих озер доволі розтягнуті у часі, втім з другої половини XX століття вони стають частішими. У 1957, 1960, 1968 та 1994 роках відбулися найзначніші та руйнівніші затоплення з льодовикових озер. Для пом'якшення наслідків департамент геології та шахт розробив спеціальні заходи з протидії повеням. 2011 року було встановлено системи раннього попередження.

## Прісноводні озера
| Назва           | Гевог   | Опис |
| --------------- | ------- | --- |
| Анімоцо         | Чхокхор | розташовується на висоті 4375 м, тут розмовляти заборонено |
| Буліцо          |         | розташовується на висоті 1372 м |
| Чхібацо         |         | розташовується на висоті 4400 м |
| Чунггецо        | Чхокхор | розташовується на висоті 4400 м |
| Дагебхо         | Сое     | назва перекладається як «Довше, ніж стрілка стрільби з лука». Інша назва Бацо |
| Даджацо         | Сое     | розташовується на висоті 4500 м. Інша назва Сербхоцо («Золоте озеро») |
| Д'юлецо         | Чхокхор | розташовується на висоті 4190 м |
| Донгнейцо       | Тсенто  | розташовано на трекінговій дорозі до Другьєл-дзонгу |
| Донгцо          | Сое     | |
| Дунгтшоцо       | Дотенг  | |
| Гуландіцо       |         | розташовується на висоті 366 м |
| Хокоцо          |         | розташовується на висоті 1829 м |
| Джан'єцо        | Лінгжі  | розташовується на висоті 3956 м. Прибережню територію викорстовують як пасовисько |
| Джацо           | Сое     | назва перекладається як «озеро-стрілка» |
| Джимілангцо     |         | розташовується на висоті 3870 м, назва перекладається як «Озеро — піщане волокно». Тут водиться багато форелі, яку дозволено виловлювали при наявності ліцензії. Береги озера є улюбленим місцем медітації. |
| Ланамецо        | Тсенто  | |
| Лангцо          |         | назва перекладається як «Озера бика» |
| Лучікацо        |         | розташовується на висоті 1830 м |
| Мембарцо        | Танг    | назва перекладається як «Горяче озеро» (через термальні джерела) |
| Нгиєцо          | Сое     | |
| Нобтшонапаттацо | Уесу    | |
| Омцо            | Нубі    | розташовується на висоті 4665 м. Це священне озеро, яке вважається місцем, де Пема Лінгпа знайшов тертон: тарілки, тексти та інші артефакти, приховані Падмасамбхавою.                                      |
| Рігонацо        | Тсенто  | розташовується на висоті 4090 м |
| Сертшо          | Сое     | |
| Сетхагбургецо   | Лая     | |
| Сетшо           | Лунана  | |
| Сімдонггоіцо    | Лая     | |
| Сімкотрацо      | Наро    | розташовується на висоті 4090 м |
| Соланг-чху      | Чхокхор | розташовується на висоті 4420 м. Інша назва Тхолецо |
| Тампоецо        | Нубі    | |
| Тшоченацо       | Лунана  | розташовується на висоті 4970 м |
| Тшо-Пху         | Тсенто  | розташовується на висоті 4380 м тут багато струмкового пструга, але риболовля заборонена |
| Утшоцо          | Сое     | Назва перекладається як «Бірюзове озеро» |

## Значні льодовикові озера
| Назва       | Гевог  | Опис                                                   |
| ----------- | ------ | ------------------------------------------------------ |
| Тортормі    | Лунана | утворилося 1967 року, завширшки 30 м                   |
| Рахстренг   | Лунана | утворилося 1958 року, завглибшки 107 м, площа — 2 км²  |
| Лугг'є      | Лунана | утворилося 1967 року, завширшки 30 м, завглибшки 142 м |
| Бекхунг     | Лунана |                                                        |
| Родупху     | Лая    | з басейну річки Мо                                     |
| Сінчхе      | Лая    | з басейну річки Мо                                     |
| Гангчентанг | Лая    |                                                        |
| Вочей       | Лая    | розташовано на висоті 4220 м                           |
| Теріканг    | Лая    |                                                        |
| Чхубда      |        |                                                        |
| Чакшацо     | Лунана | в діаметрі 500 м, глибина становить 110 м              |
| Тсокар      |        |                                                        |